# Kronprinsessan Victorias Pokal
Kronprinsessan Victorias Pokal ist ein Wanderpokal im schwedischen Fußball. Er ist nach der schwedischen Kronprinzessin Victoria benannt.
Die Trophäe wird seit 2005 für den schwedischen Meister im Frauenfußball vergeben. Der von der Künstlerin Klara Schmidt erstellte, 60 Zentimeter hohe Pokal wiegt zirka 6 Kilogramm. Der Pokal ist als Wanderpokal initiiert, die jeweilige Meistermannschaft erhält jedoch zusätzlich eine Miniaturausgabe, die der Verein behalten darf.
Das Analogon für den Männerfußball ist der Lennart-Johansson-Pokal, der 2001 Von Rosens Pokal ablöste.

## Preisträger
- 2005 – Umeå IK
- 2006 – Umeå IK
- 2007 – Umeå IK
- 2008 – Umeå IK
- 2009 – Linköpings FC
- 2010 – LdB FC Malmö
- 2011 – LdB FC Malmö
- 2012 – Tyresö FF
- 2013 – LdB FC Malmö
- 2014 – FC Rosengård
- 2015 – FC Rosengård
- 2016 – Linköpings FC
- 2017 – Linköpings FC
- 2018 – Piteå IF
- 2019 – FC Rosengård
- 2020 – Kopparbergs/Göteborg FC
- 2021 – FC Rosengård